# Pietro Bernini
Pietro Bernini (Sesto Fiorentino, Florencia, 6 de mayo de 1562-Roma, 29 de agosto de 1629) fue un escultor manierista italiano, padre del escultor y arquitecto Gian Lorenzo Bernini.

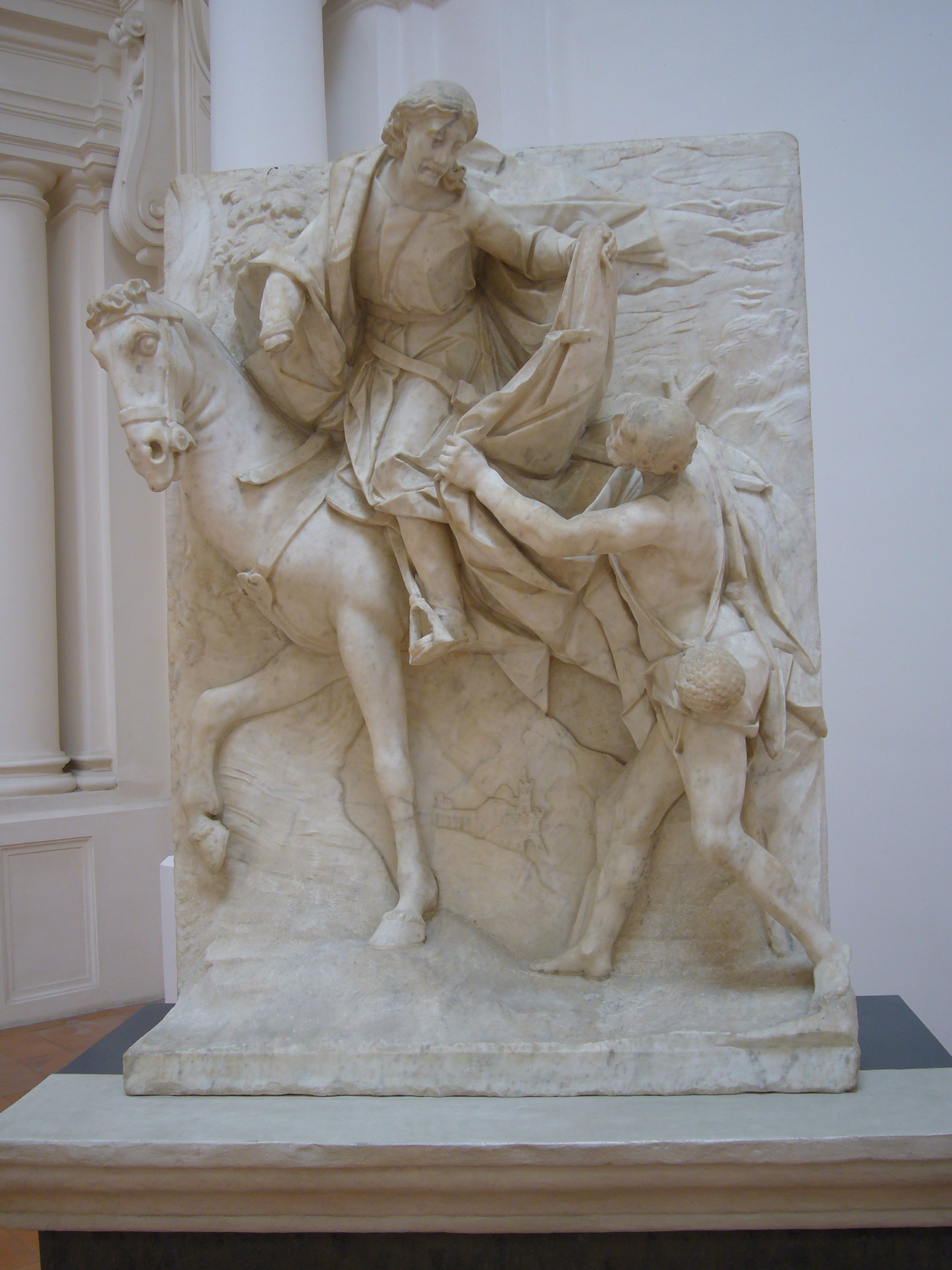
San Martín dividiendo su capa, de Pietro Bernini, en Nápoles.

Pietro Bernini nació en la Toscana, en la población de Sesto Fiorentino. Después de un periodo formativo en Florencia y Roma, se trasladó, hacia 1584, a Nápoles para trabajar en el monasterio de Certosa di San Martino. Allí contrajo matrimonio con Angelica Galante, con la que tuvo trece hijos, allí nacería Gian Lorenzo en 1598. En Nápoles construyó, junto con Michelangelo Naccherino, la Fuente de Neptuno y la Fontana del Gigante. En 1605, la familia se trasladó a Roma bajo el amparo del cardenal  Scipione Caffarelli Borghese, sobrino del papa Paulo V. En Roma trabajó en varios proyectos para el papa, entre los que se encuentra la capilla Paulina de la Basílica de Santa María la Mayor. Una de las más contribuciones más conocidas de Pietro Bernini en la ciudad de Roma es la Fuente de la Barcaza, ubicada en la Plaza de España. Murió en Roma a la edad de 67 años.

## Obras
- Amalfi (Italia) - Duomo di Sant'Andrea, cripta: las estatuas de mármol de San Lorenzo y San Esteban.
- Roma - Basílica de Santa María Maggiore: relieve en mármol de La Asunción (1607-1610).
- Roma - Iglesia de Sant'Andrea della Valle: estatua de mármol de San Juan Bautista (1612-1615).

- Datos: Q712397
- Multimedia: Pietro Bernini / Q712397